# Глава администрации в Российской Федерации
Глава́ администра́ции — должность руководителя исполнительной власти муниципальных образований в России.

## История
Должность главы администрации региона России (край, область, автономная область, автономный округ) была установлена в августе 1991 года президентом Борисом Ельциным. Главы администраций заменили председателей исполнительных комитетов (исполкомов) советов народных депутатов. Первым 23 августа 1991 года был назначен глава администрации Краснодарского края Василий Дьяконов. В 1991—1993 годах главы администраций регионов назначались президентом России, кандидатуру главы администрации должен был одобрить совет народных депутатов региона. В 1994—1996 годах главы администраций назначались президентом России по представлению председателя правительства России, согласие региональных депутатов на назначение не требовалось. С 1995—1996 годов по 2005 год главы администраций регионов избирались прямым голосованием.
Конституция Российской Федерации 1993 года предоставила субъектам федерации право самостоятельно определять название поста высшего должностного лица в регионе. Как следствие, название должности глава региона с 1994 года постепенно вытесняется более престижным названием губернатор. В разговорном обиходе глав администраций начали называть «губернаторами» уже в 1991—1992 годах, несмотря на возражения, что это слово употреблять не нужно, потому что губерний в стране нет. По состоянию на 2023 год все остававшиеся «главы администраций» были переименованы в «губернаторов» и просто «глав».
В республиках в составе России главы администраций назначались только в исключительных случаях: в 1992 году Владимир Хубиев в Карачаево-Черкесской Республике, в 2000 году Ахмад Кадыров в Чеченской Республике. В Москве глава администрации Юрий Лужков был назначен в 1992 году вместо ушедшего в отставку избранного мэра Гавриила Попова.